# Þrándarjökull
Þrándarjökull - lodowiec położony we wschodniej Islandii, w pobliżu Vatnajökull. Jego powierzchnia to 22 km².